# Newcastle Falcons
Il Newcastle Falcons è un club professionistico di rugby a 15 di Newcastle upon Tyne che milita, nella stagione 2020-2021, nella Premiership Rugby, prima divisione rugbistica inglese.

## Storia
Questa squadra è stata fondata nel 1877.
Nella stagione 2005-2006 è stata eliminata in semifinale dell'European Challenge Cup dai London Irish 3 a 15.
Il 20 marzo 2011 i Falcons perdono la finale della Coppa Anglo-Gallese, sconfitti dal Gloucester per 34 a 7.

## Palmarès
- Premiership: 1
1997-98
- Coppe Anglo-Gallesi: 4:
1975-76, 1976-77, 2000-01, 2003-04

## Giocatori di rilievo
I seguenti giocatori hanno rappresentato la loro nazionale alla Coppa del Mondo di rugby mentre giocavano per il Newcastle:
- 1987:  Richard Cramb
- 1999:  Jonny Wilkinson,  George Graham,  Stuart Grimes,  Doddie Weir,  Peter Walton,  Gary Armstrong,  Richard Cramb,  Va'aiga Tuigamala,  Ross Nesdale
- 2003:   Jonny Wilkinson,  Stuart Grimes
- 2007:  Jonny Wilkinson,  Toby Flood,  Jamie Noon,  Mathew Tait,
- 2011  Suka Hufanga,  Euan Murray,  Taiasina Tuifu'a
- 2015:  Kane Thompson,  Alesana Tuilagi,  Jon Welsh,  Eric Fry,  Juan Pablo Socino,   Nili Latu,   Sonatane Takulua,   Joshua Furno,   Giovanbattista Venditti
- 2019:  Logovi'i Mulipola,  Sonatane Takulua,  Cooper Vuna,  Josh Matavesi,  Greg Peterson
- 2023:  Eduardo Bello,  Pedro Rubiolo,  Matías Moroni,  Mateo Carreras